# Notiocharis phlyctis
Notiocharis phlyctis és una espècie d'insecte dípter pertanyent a la família dels psicòdids.

## Descripció
- El mascle presenta les membranes alars més fosques a l'extrem de la nervadura, l'edeagus corbat des d'un punt de vista lateral, les antenes de 0,58-0,66 mm de llargària i les ales d'1,45-1,70 mm de longitud i 0,45-0,55 d'amplada.
- La femella és similar al mascle, sense pèls al segment 8 de l'abdomen, els lòbuls apicals dels genitals units a la base, antenes de 0,66-0,70 mm de llargada i ales d'1,57-1,85 mm de llargària i 0,47-0,55 d'amplada.[3]

## Distribució geogràfica
Es troba a Indonèsia: Papua Occidental.